# Сирма, Сьюзан
Сьюзан Сирма (род. 26 мая 1966) — кенийская легкоатлетка, которая специализировалась в беге на средние дистанции. Выступала на Олимпиаде 1988 года на дистанциях 1500 и 3000 метров, но не смогла пробиться в финал. На Олимпиаде 1992 года бежала дистанцию 1500 метров, на которой также выбыла после первого круга соревнований. Победительница чемпионатов Восточной и Центральной Африки на дистанции 1500 метров в 1983 и 1988 годах.
Её двоюродные сёстры Салли Барсосио, Хильда Кибет, Лорна Киплагат и Сильвия Кибет также легкоатлетки.